# Wola Kiedrzyńska
Wola Kiedrzyńska [pronunciación en polaco: /ˈvɔla kʲɛˈdʐɨɲska/] es un pueblo ubicado en el distrito administrativo de Gmina Mykanów, dentro del condado de Częstochowa, Voivodato de Silesia, en el sur de Polonia. Se encuentra a unos 8 kilómetros al norte de Częstochowa y a 69 kilómetros al norte de la capital regional Katowice.
El pueblo tiene una población de 324 habitantes.